# Parafia Niepokalanego Poczęcia Najświętszej Maryi Panny w Łodzi
Parafia pw. Niepokalanego Poczęcia Najświętszej Maryi Panny w Łodzi – parafia rzymskokatolicka znajdująca się w archidiecezji łódzkiej w dekanacie Łódź-Olechów. 

## Historia
Parafia została erygowana w 1990. Mieści się przy ulicy Rokicińskiej. Kościół parafialny przebudowany z kaplicy katechetycznej w latach 1996–2000. Autorami projektu są: Mirosława Merczyńska, Ryszard Kopka i  Mirosław Grzelak. Kościół poświęcił 8 grudnia 2000 oku abpa Władysław Ziółek. W 1992 roku przy ulicy Rokicińskiej powstał cmentarz parafialny.

## Proboszczowie
- ks. Mirosław Jagiełło (1990–2023)
- ks. Mirosław Simka (od 2023)